# Margny-sur-Matz

Margny-sur-Matz este o comună în departamentul Oise, Franța. În 1 ianuarie 2022 avea o populație de 533 de locuitori.